# ノギンスク市電
ノギンスク市電（ロシア語: Ногинский трамвай）は、かつてロシア連邦の都市・ノギンスク市内に存在した路面電車。1924年に開通したが2013年に運行を休止し、再開することなく廃止された。

## 概要・歴史

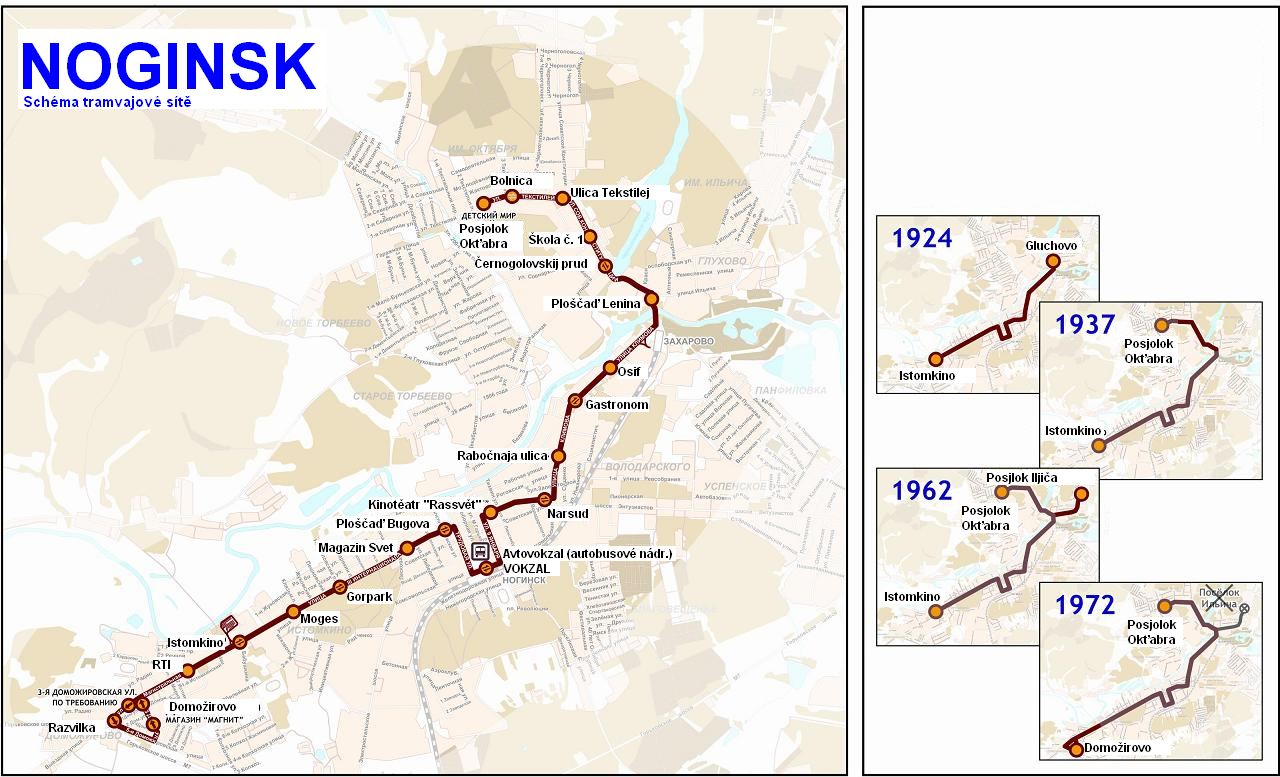
路線網の推移

ノギンスク市内に路面電車を建設する計画はロシア革命以前から進められていたが、革命による混乱から延期され、営業運転を開始したのは同都市が「ボゴローツク」と言う名称であった1924年3月2日だった。これはソビエト連邦（ソ連）を構成していたロシア・ソビエト連邦社会主義共和国が成立してから初めて開通した新規の路面電車路線であった。その後は幾度かの小規模な延伸が行われ、1962年にはイルイチ集落（Посёлок Ильича）へ向かう支線が開通したが10年後に路線バスへ置き換えられ廃止されたため、以降はドモジロヴォ（Доможирово） - 十月村（Посёлок Октября）の1系統のみの運行となった。営業用車両についてはボギー車のRVZ-6M2が長らく主力車両として活躍していたが、老朽化が進んだ事からソ連末期からロシア連邦成立後の1997年まで導入された71-608（71-608K、71-608KM）へと置き換えられた。
ソ連崩壊後、ノギンスク市電はコロムナに本社を置くモスクワ州の国家統一企業であるモソブルエレクトロトランス（Мособлэлектротранс）による運営が行われ、2000年代までは線路や施設の修繕が進められていたが、以降は整備が行われず施設の老朽化が進行し、運用コストが増大した他列車の速度も低下した。車両についても整備が進まず運用から離脱する車両が続出し、予算の削減もあって2011年以降は僅か3両のみが運用に就く状態となり列車本数も大幅に減少した。更に2006年からは並行してミニバスの営業運転が始まり、利便性において不利であったノギンスク市電の利用客は大幅に減少した。
その結果、2011年以降ノギンスク市電は幾度かの長期運休が行われるようになり、運営事業者についてもモソブルエレクトロトランスからノギンスク市へと移管された。だが、2013年6月11日の運行を最後に市電は運行を停止し、市電の維持を目的としたノギンスク市による運営事業者に関する入札も参加する事業者が1つも現れないまま終わった。
当初は翌2014年には運行を再開する予定であったが、2013年7月以降放置された市電の施設の撤去や代行バスの運行が始まった他、残された施設についても部品の盗難が相次いで報告されるようになった。そして2016年以降施設の本格的な撤去が進められ、ノギンスク市電は名実ともに廃止となった。最後まで使用された車両のうち、71-608KMの1両が静態保存されている。

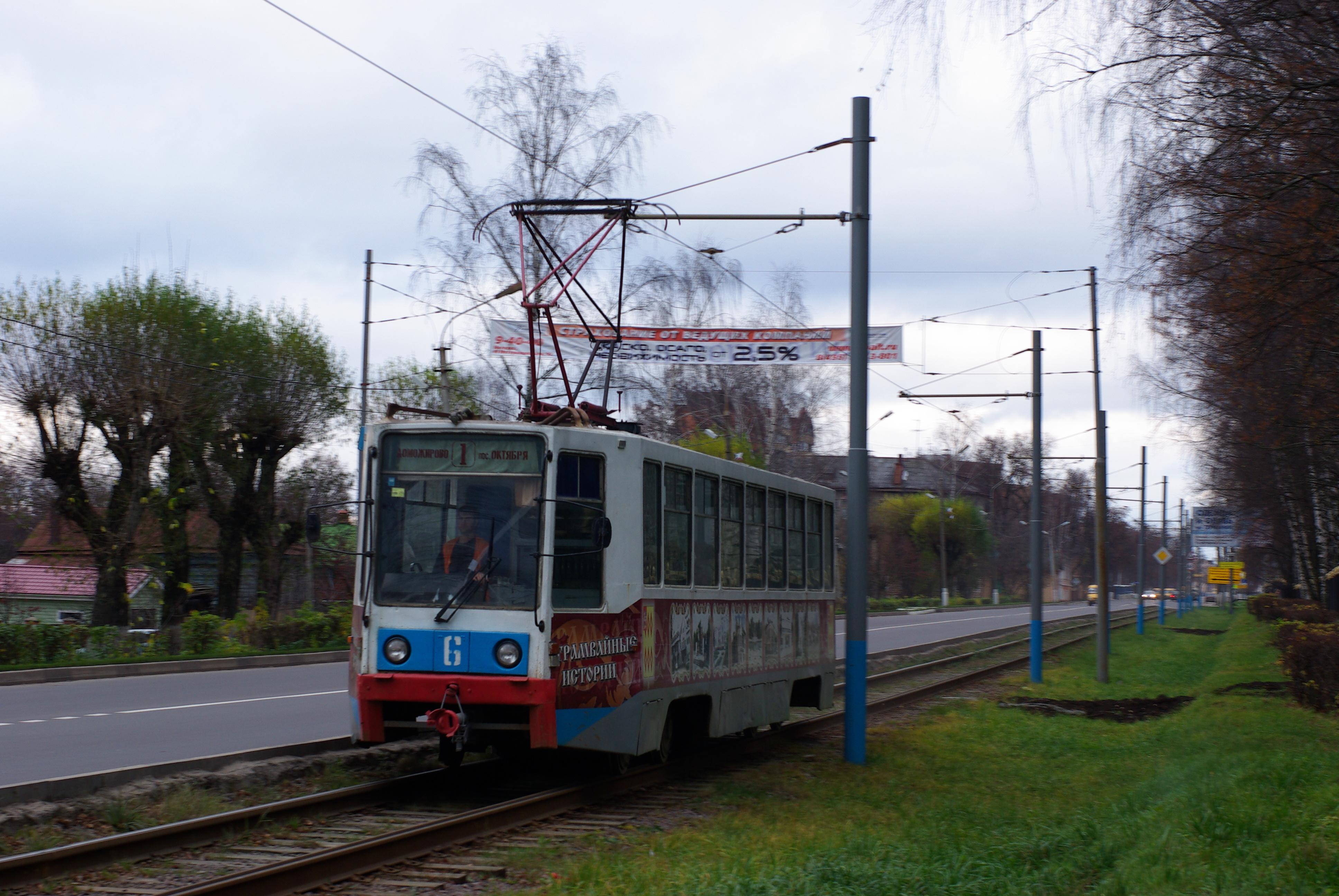
71-608K（2008年撮影）
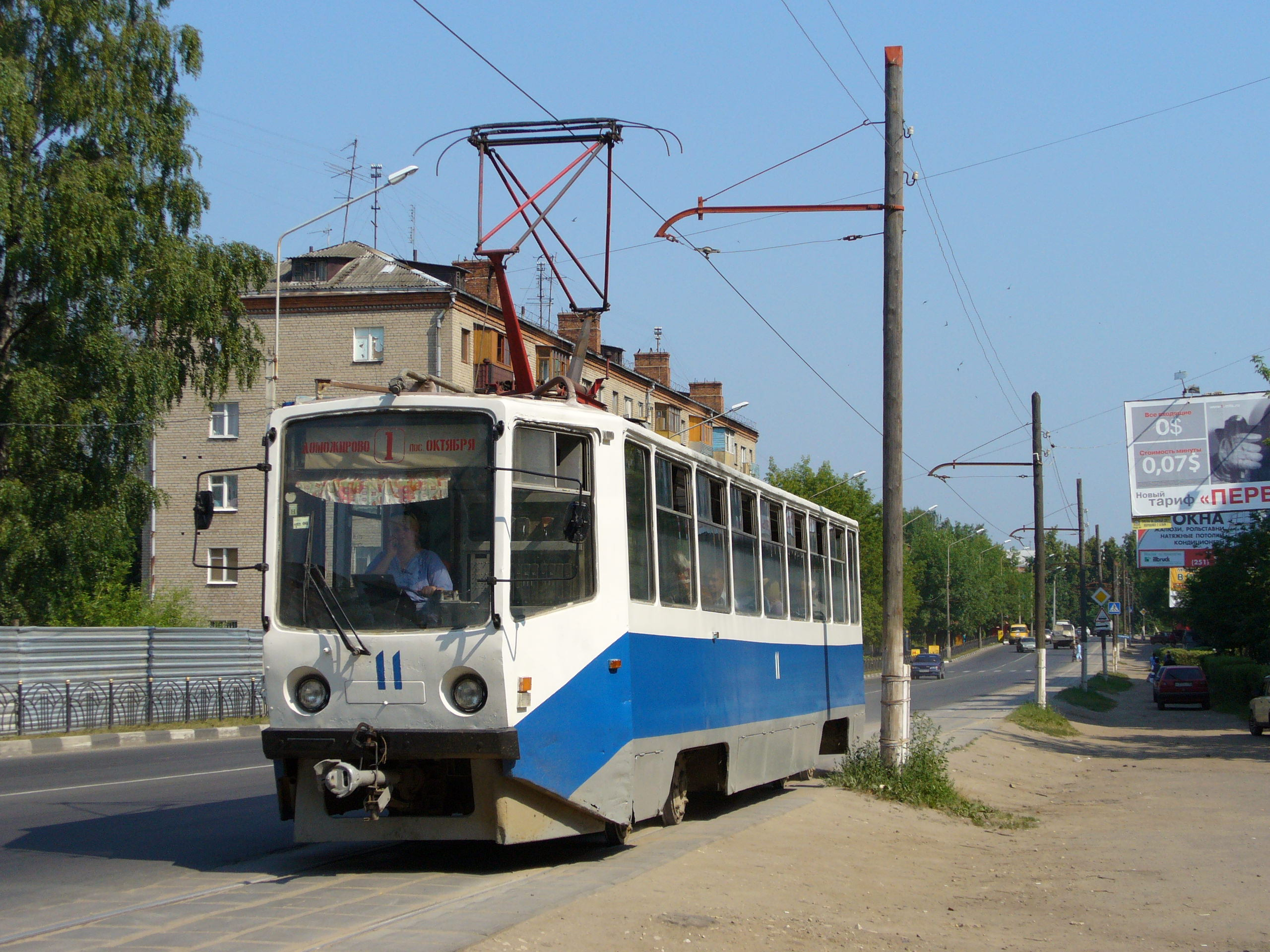
71-608KM（2006年撮影）
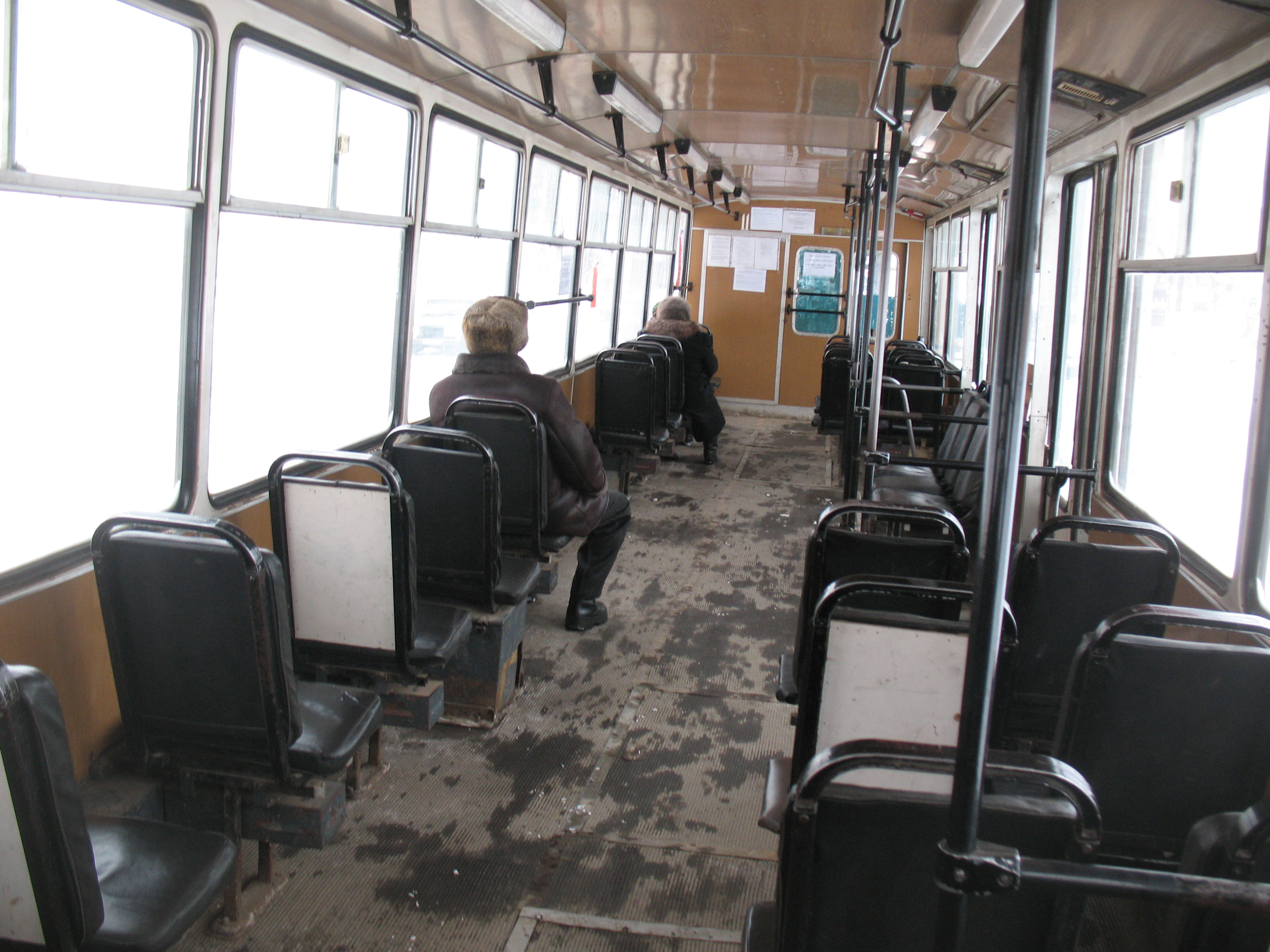
車内（71-608KM、2007年撮影）
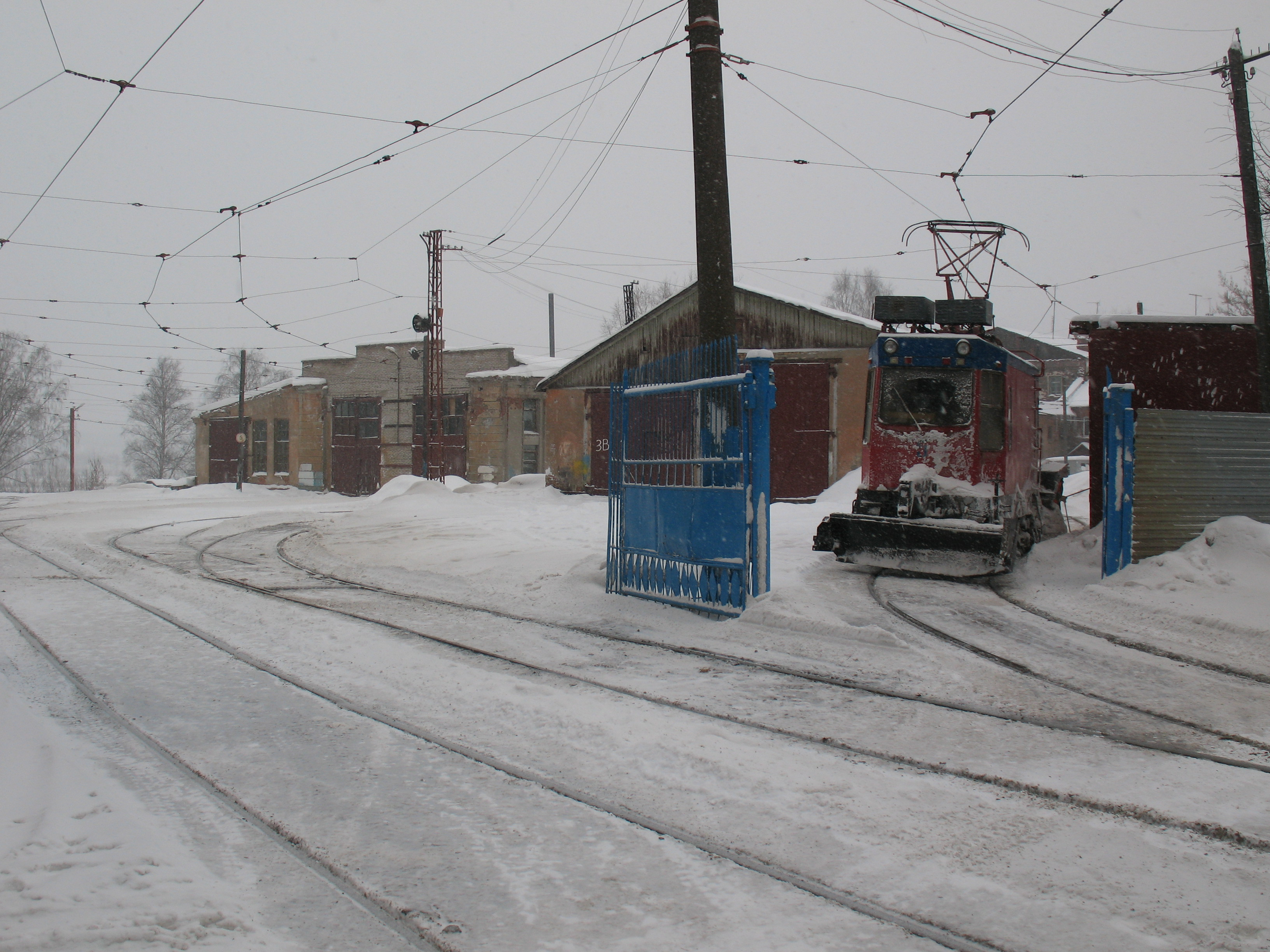
ノギンスク市電の車庫（2007年撮影）
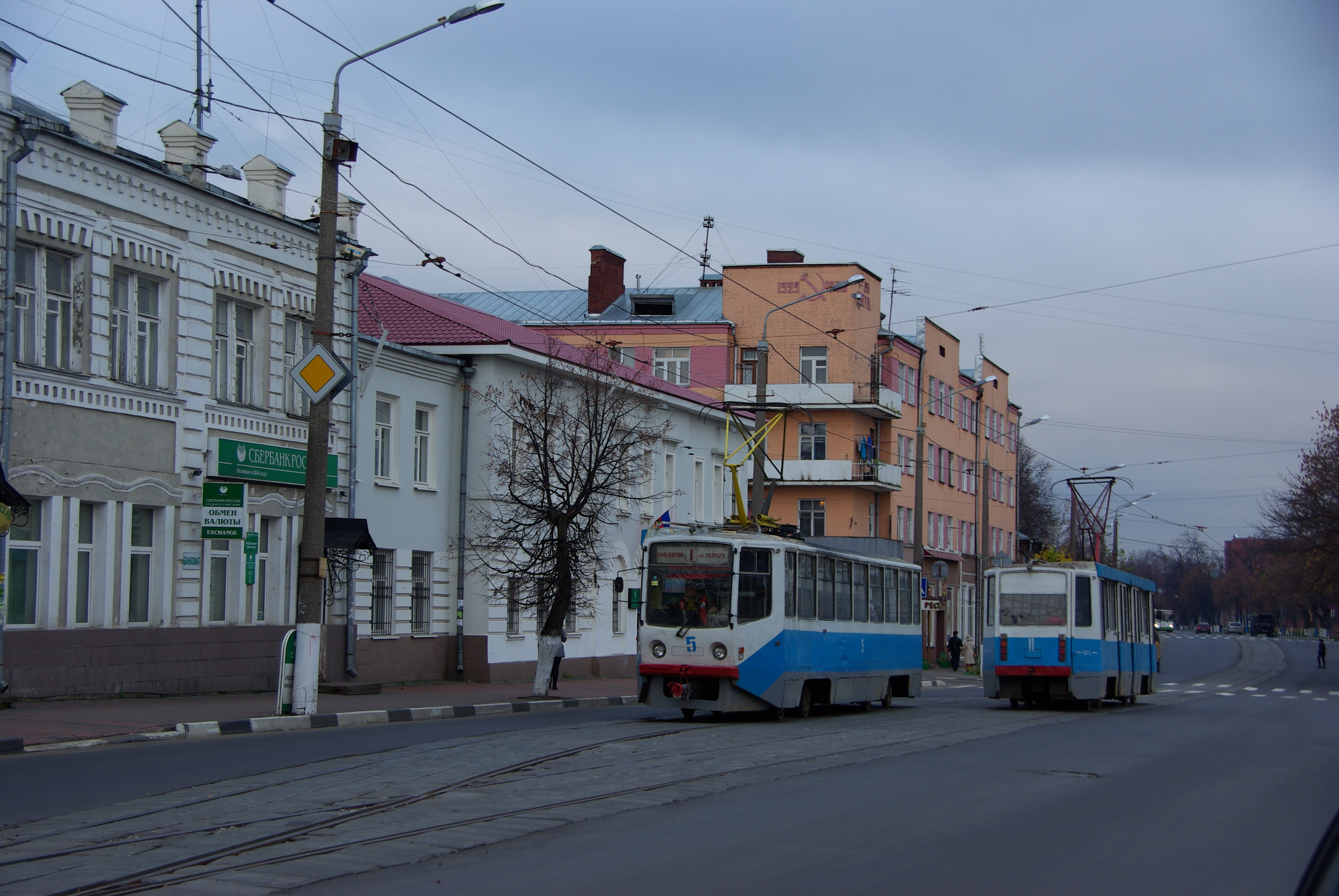
全線単線のノギンスク市電には複数の交換可能な設備が存在した（2008年撮影）